# Subdiviziunile Finlandei

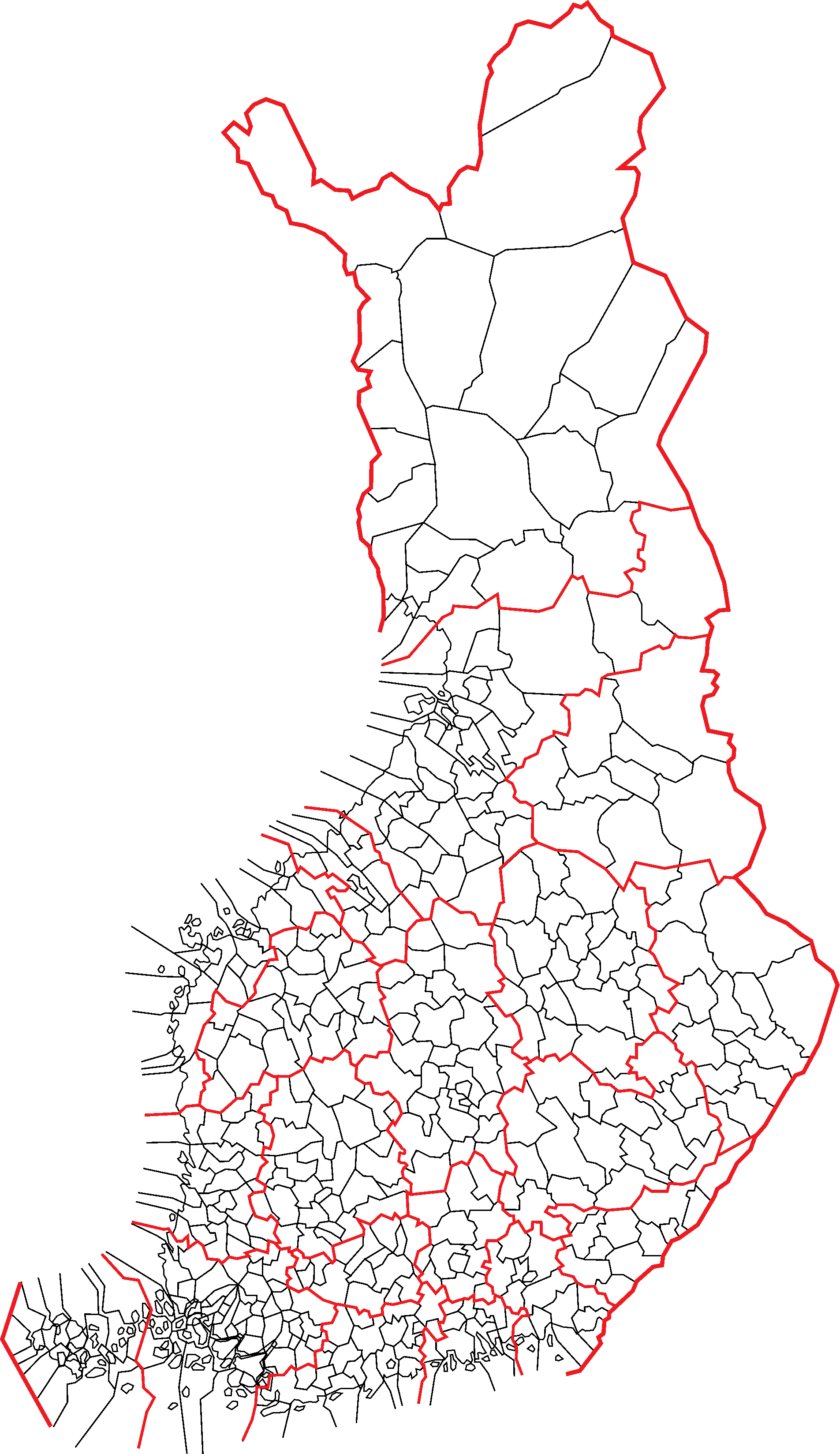
Regiunile și comunele Finlandei (2007)

În prezent, Finlanda este împărțită din punct de vedere administrativ în 19 regiuni (în finlandeză: maakunta, în suedeză: landskap), care la rândul lor sunt divizate în 70 de subregiuni⁠(en)[traduceți] (în finlandeză seutukunta, în suedeză ekonomisk region). Subregiunile sunt divizate în 320 de comune (în finlandeză kunta, în suedeză kommun).
Anterior, până în 2009, subdiviziunile de prim-ordin din Finlanda erau provinciile (läänit/län), șase la număr (din 1997). În afara celor 6 provincii Finlanda se mai împățea, în funcție de situații, în 5 suuralue echivalentele provinciilor, în 21 de maakunta, echivalentele regiunilor geografice. De asemenea mai era împărțită în 15 circumscripții electorale vaalipiiri, 15 zone de concentrație a forței de muncă työvoima- ja elinkeinokeskus.
În capitala provinciilor funcționeză administrația regională (Lääninhallitus, Länsstyrelse) condusă de un prefect (Maaherra, Landshövding).
Finlanda, țara pădurilor și a lacurilor, este împărțită în numeroase ocoale silvice și de vânătoare metsäpiiri.
Biserica evanghelico-luterană are împărțire administrativă proprie: 9 eparhii sau dieceze (hiippakunta), și 576 de parohii (seurakunta). O unitate administrativă mai veche era protopopiatul (rovastikunta).
Tot învechite sunt și următoarele unități administrative: comitatul (vapaaherrakunta) și districtul jurdic (tuomiokunta), devenit astăzi kihlakunta, district jurisdicțional sau al stării civile.